# Hans Bauer (labdarúgó)
Hans Bauer (München-Sendling, 1927. július 28. – München, 1997. október 31.) nyugatnémet válogatott világbajnok német labdarúgó, hátvéd.

## Pályafutása

### Klubcsapatban
1937-ben az MTV München csapatában kezdte a labdarúgást. 1946 és 1948 között a Wacker München labdarúgója volt. 1948 és 1959 között a Bayern München csapatában szerepelt. 1959-ben fejezte be az aktív labdarúgást.

### A válogatottban
1951 és 1958 között öt alkalommal szerepelt a nyugatnémet válogatottban. Tagja volt az 1954-es világbajnok csapatnak.

## Sikerei, díjai
NSZK
- Világbajnokság
  - világbajnok: 1954, Svájc

 Bayern München
- Nyugatnémet labdarúgókupa (DFB Pokal)
  - győztes: 1957